# Sara Bareilles
Sara Bareilles (ur. 7 grudnia 1979 w Eureka, Kalifornia) – amerykańska wokalistka, kompozytorka i pianistka. Zyskała rozgłos dzięki sukcesowi singla Love Song, który dotarł na pierwsze miejsce zestawienia Billboard Pop Charts.

## Życiorys

### Dzieciństwo i wczesna młodość
Sara Bareilles urodziła się i dorastała w Eureka, w stanie Kalifornia. Uczęszczała do szkolnego chóru, oraz teatru, gdzie wystawiała swoje musicale. Szkołę ukończyła w 1998 roku uhonorowana w księdze pamiątkowej Najbardziej Utalentowaną Studentką.
Naukę kontynuowała w University of California, Los Angeles. Tam została członkiem studenckiego zespołu a cappella. Później jej utwór Gravity znalazł się na kompilacji Best of College A Cappella 2004. Bareilles wystąpiła również wraz z zespołem Maroon 5 w programie MTV TRL. W czasie studiów brała udział w akademickich konkursach talentów, kilkakrotnie je wygrywając.

### Kariera muzyczna
Po ukończeniu studiów Bareilles grała w lokalnych klubach i barach. W 2003 roku wydała dwie płyty demo będące zapisem jej koncertowych dokonań.
W styczniu 2004 wydała swój pierwszy album długogrający, zatytułowany Careful Confessions. W tym samym roku sprawdziła się jako wokalistka grając swoją piosenkę Undertow w indyjskim filmie Girl Play. 15 kwietnia 2005 roku podpisała swój pierwszy kontrakt z wytwórnią Epic. Reszta roku upłynęła jej na pisaniu i komponowaniu piosenek do nadchodzącego albumu. W 2006 roku jej utwór Gravity został wykorzystany w niezależnym filmie Katherine Brookes, zatytułowanym Loving Annable. W tym samym roku wyruszyła w trasę koncertową z Marcem Broussard’em. Na początku 2007 roku Bareilles supportowała przed koncertami wielu artystów, tj. Mika, Maroon 5, czy James Blunt. W czerwcu 2007 roku jej debiutancki album dla wielkiej wytwórni – Little Voice osiągnął status najchętniej kupowanego albumu w pierwszym tygodniu sprzedaży, w serwisie iTunes i zadebiutował na #45 pozycji na liście Billboard 200. Po tym, jak piosenka Love Song została wykorzystana w reklamie serwisu Rhapsody, szybko podniosła swoje notowania na listach przebojów, zdobywając #16 miejsce na liście Billboard. 27 grudnia 2007 roku singiel otwierał już pierwszą dziesiątkę w notowaniu Billboard, a Bareilles wystąpiła w popularnych programach telewizyjnych: The Tonight Show with Jay Leno, oraz The Today Show.
14 lutego 2008 roku album Little Voice osiągnął status złotej płyty. 27 lutego album uzyskał 7 pozycję w zestawieniu Billboard 200, a singiel Love Song pokrył się podwójną platyną w kwietniu 2008 roku. Artystka wyruszyła w trasę z Counting Crows, oraz Maroon 5, a w maju 2008 roku występowała wraz z Rachael Yamagata.
Piosenkarka jest zdeklarowaną sojuszniczką osób LGBT, co znajduje swoje odzwierciedlenie w tekstach jej piosenek.

## Dyskografia

### Albumy
studyjne
- 2004 Careful Confessions
- 2007 Little Voice
- 2010 Kaleidoscope Heart
- 2013 The Blessed Unrest
- 2015 What's Inside: Songs from Waitress
- 2019 Amidst the Chaos

koncertowe
- 2003 The First One
- 2003 The Summer Sessions
- 2008 Between the Lines: Sara Bareilles Live at Fillmore

minialbumy (EP)
- 2007 Live Session EP (Sara Bareilles) (iTunes exclusive)
- 2008 Sara Bareilles: Unplugged on VH1
- 2009 Live from the Gravity Tour (free limited edition download)
- 2010 Kaleidoscope EP
- 2012 Once Upon Another Time

### Single
- 2007 Love Song
- 2008 Bottle It Up
- 2009 Gravity (US)
- 2010 King of Anything
- 2011 Uncharted
- 2011 Gonna Get Over You
- 2013 Brave
- 2014 I Choose You
- 2015 She Used to Be Mine
- 2018 Armor
- 2019 Fire